# Mauri Rose
Pour les articles homonymes, voir Rose.
Mauri Rose est un pilote automobile d'IndyCar américain, né le 26 mai 1906 à Columbus (Ohio, États-Unis) et mort le 1er janvier 1981 . Entamant sa carrière en 1933, il a notamment remporté à trois reprises les 500 miles d'Indianapolis (troisième triple vainqueur), en 1941 (avec F. Davis), 1947 et 1948.

## Biographie

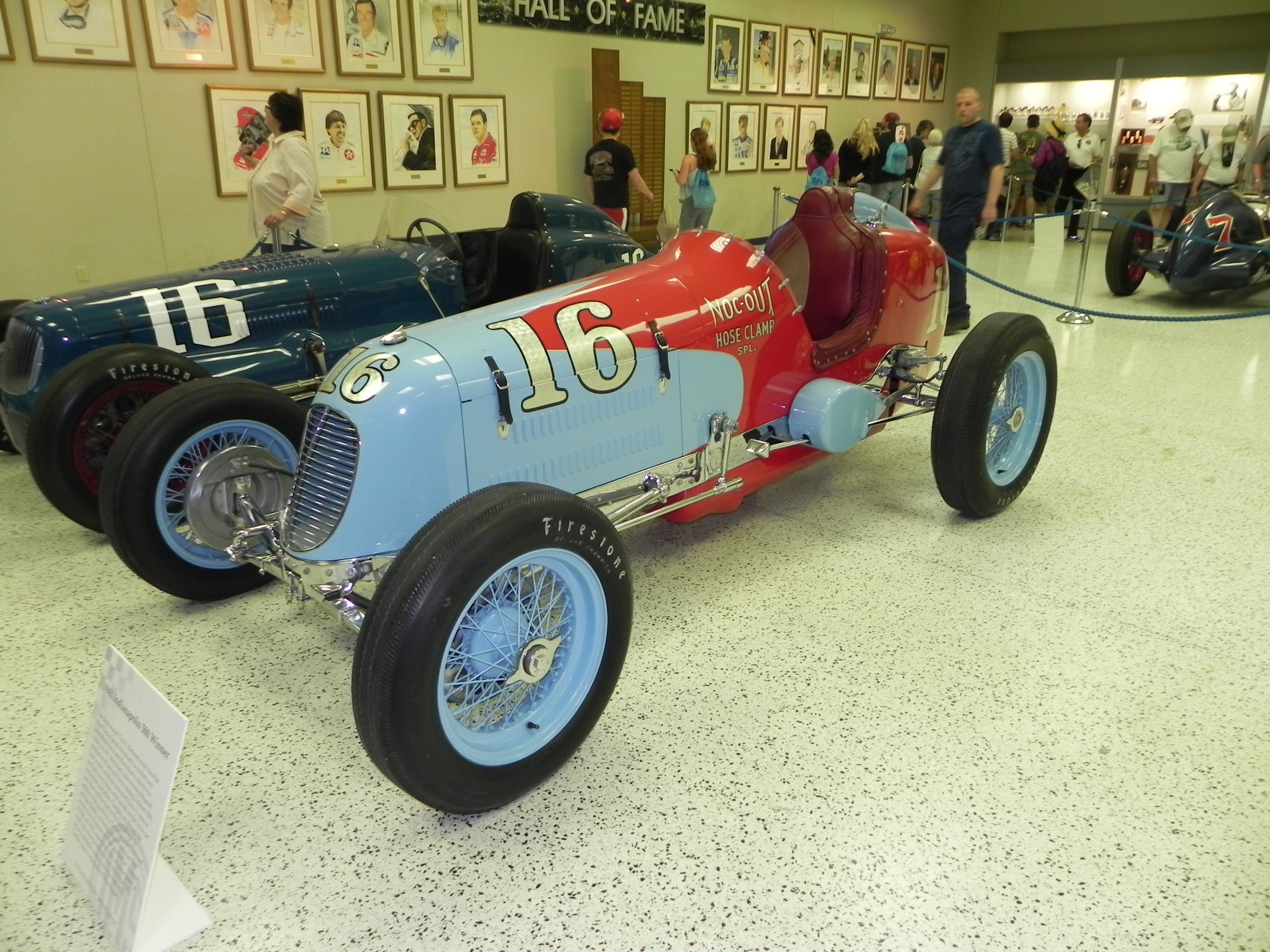
La Wetteroth-Offenhauser de et M. Rose, ensemble victorieux à l'Indy 500 de 1941 (IMS Hall of Fame Museum).

Il a également obtenu une pole à l'Indy 500 en 1941, 5 podiums entre 1940 et 1950, et 7 places dans le "top 5" pour 16 participations entre 1933 et 1951, dont 2 en 1941.
Cette dernière année il dut prendre la Wetteroth-Offy de Floyd Davis (en) (parti de la 17e place) au 6e tour, sa Maserati pourtant démarrée en pole position étant tombée en panne. 2 courses lui sont ainsi comptabilisées.
Cette compétition ayant été comptabilisée dans le Championnat du monde de Formule 1 entre 1950 et 1960, il a de fait marqué 4 points en deux courses.
En American Championship car racing (AAA National Championship) (36 courses disputées et vainqueur de l'édition 1936 du championnat) il remporta également avant-guerre 4 manches, Detroit race 2 en 1932 sur Stevens-Miller, Syracuse en 1936 et Springfield en 1937 sur Miller-Offy, puis de nouveau Syracuse en 1939 sur Shaw-Offy.  
Ses trois victoires à l'Indy 500 ont été acquises sur Wetteroth-Offy (1), puis Deidt-Offt (2), les trois fois avec l'écurie Lou Moore (un ancien poleman de 1932). Son coéquipier était Bill Holland, second en 1947 dans le dernier tour après une mauvaise interprétation -de novice- à la lecture du pylone des positions. Lors de sa dernière course, Rose fut mis KO dans un accident au 126e tour, puis il se retira en Californie. 
En 1967 il fut invité par la direction de course à conduire le pace car Chevrolet Camaro sur l'IMS d'Indianapolis.
Il est aussi l'inventeur d'un dispositif permettant la conduite à des personnes amputées, après-guerre.

## Distinctions
- 1994 : International Motorsports Hall of Fame
- 1996 : Motorsports Hall of Fame of America
- 2007 : International Jewish Sports Hall of Fame